# Obelisco di Buenos Aires
L'obelisco di Buenos Aires è un monumento della capitale dell'Argentina Buenos Aires. L'obelisco sorge nel barrio di San Nicolás, nella plaza de la República, all'intersezione fra le avenide Corrientes e 9 de Julio e fu costruito per festeggiare il quarto centenario della fondazione della città. 

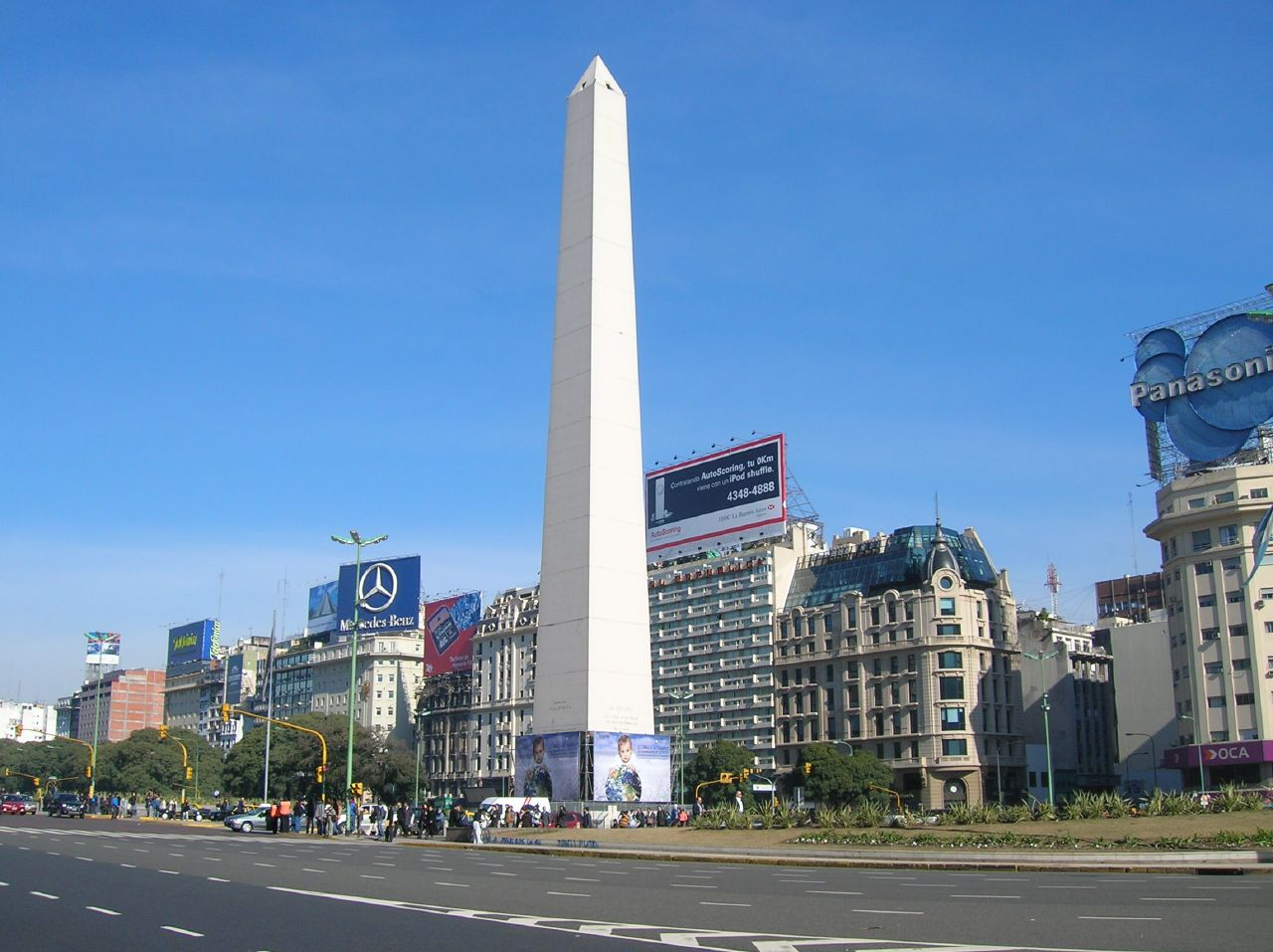
L'obelisco di Buenos Aires.

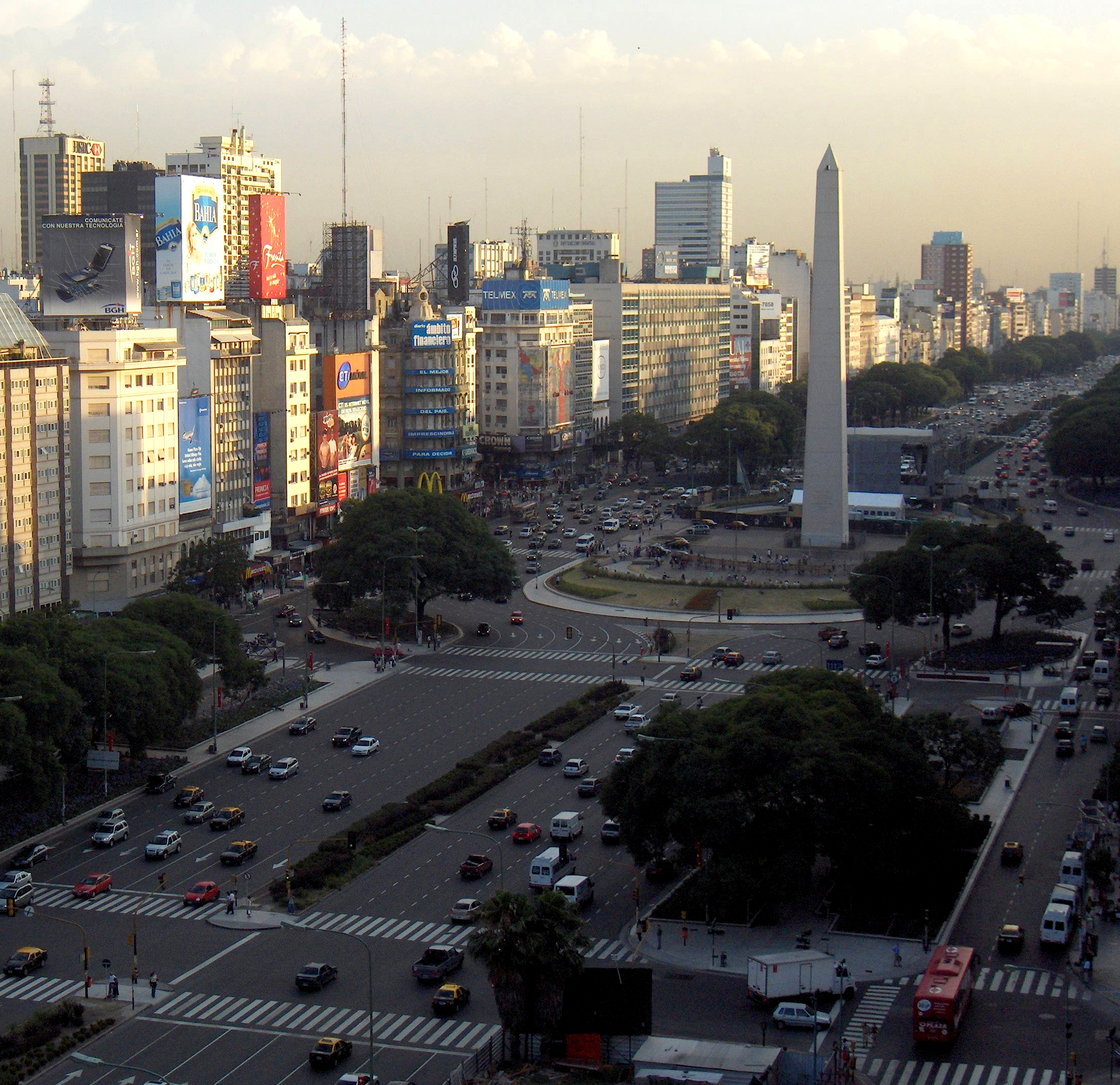
L'obelisco nella avenida 9 de Julio.

## Costruzione
La costruzione della struttura cominciò il 20 marzo 1936. L'obelisco fu ufficialmente inaugurato il 23 maggio dello stesso anno. Il progetto è dovuto all'architetto argentino Alberto Prebisch, uno dei rappresentanti principali del modernismo argentino, autore anche del vicino Teatro Gran Rex, su incarico dell'intendente Mariano de Vedia y Mitre, a sua volta incaricato dell'opera dal presidente Augustín Pedro Justo. Per quanto riguarda la forma del monumento lo stesso Prebisch dichiarò: «Si è adottata questa semplice e onesta forma geometrica perché è la forma tradizionale degli obelischi. Lo si è chiamato “obelisco” perché si doveva chiamarlo in qualche modo. Io rivendico per me il diritto di chiamarlo in modo più generale e generico “Monumento”».
La costruzione dell'obelisco fu affidata all'impresa edile tedesca G.E.O.P.E.- Siemens Bauunion – Grün & Bilfinger che la portò a termine a tempo di record, in soli 31 giorni, impiegando 157 operai. Per massimizzare il risparmio di tempo si utilizzò cemento Incor a indurimento rapido e si costruì la struttura in sezioni di due metri l'una per facilitare la tenuta del cemento. Per la costruzione, costata 200.000 pesos dell'epoca, si utilizzarono 680 m³ di cemento. Per la copertura furono usati 1360 m² di pietra bianca di Córdoba. La compresenza del cantiere della linea B della metropolitana, favorì la costruzione del monumento, le cui fondamenta furono appoggiate direttamente sulla volta di cemento del tunnel

## Descrizione dell'opera
L'obelisco raggiunge l'altezza massima permessa secondo la linea di edificazione dell'Avenida Roque Sáenz Peña (Diagonal Norte): 67,5 metri di altezza. L'altezza dalla base all'apice è di 63 metri. La base del monumento misura 6,80 metri di lato. Il corpo dell'obelisco si rastrema verso l'apice che è tronco e misura 3,5 metri per 3,5 metri e sostiene un parafulmine che è impossibile vedere a causa dell'altezza. I cavi del parafulmine scorrono all'interno della struttura dell'obelisco. Il monumento ha una sola porta di ingresso, posta sul lato ovest ed è dotato di quattro finestre sulla cuspide alle quali si può arrivare solo tramite una scala con 206 gradini, scanditi da 7 pianerottoli a circa 8 metri uno dall'altro, tranne l'ultimo che è a 6 metri. 
Nell'area dove sorge l'obelisco era stata previamente demolita una chiesa dedicata a San Nicola di Bari. Sulla chiesa si era issata per la prima volta una bandiera Argentina nel 1812, fatto che è ricordato da un'iscrizione sul lato nord dell'obelisco. Altre iscrizioni sui lati dell'obelisco commemorano la proclamazione di Buenos Aires a capitale federale e altre date importanti per il paese. Sul lato sud è visibile un sonetto dedicato all'obelisco dal poeta Baldomero Fernández Moreno.

## Ricezione critica e storia
Fin dall'inaugurazione, l'aspetto semplice e razionale dell'obelisco non mancò di provocare polemiche tra fautori del modernismo architettonico e i tradizionalisti. Il 29 febbraio del 1938, il presidente Roberto Ortiz successe a Justo e designò come nuovo intendente della città Arturo Goyneche. Nel giugno 1939 dopo il distacco di una parte del rivestimento in pietra dell'obelisco, il Concejo Deliberante di Buenos Aires decretò la demolizione dell'obelisco con l'ordinanza n. 10.251, adducendo varie ragioni economiche, estetiche e di pubblica sicurezza. La decisione fu impugnata dall'esecutivo municipale e rigettata come atto privo di valore e contenuti giuridici. In seguito, nel 1943, il rivestimento in pietra fu eliminato e rimpiazzato con uno in cemento, con fenditure che simulano le giunzioni di lastre di pietra. Attualmente l'obelisco è considerato uno dei simboli di Buenos Aires. 
L'obelisco è frequentemente utilizzato come punto di riunione per le manifestazioni che percorrono Avenida Corrientes e 9 de Julio. 
Il 1º dicembre 2005, in occasione della Giornata mondiale contro l'AIDS, l'obelisco è stato simbolicamente coperto con un preservativo di 67 metri. Il 20 settembre 2007, per commemorare i 150 anni di relazioni bilaterali fra Argentina e Germania, l'obelisco è stato ricoperto da un telone con i colori delle bandiere dei due paesi. In questa occasione è stato inaugurato un nuovo sistema di illuminazione del monumento, dono dell'ambasciata germanica e di alcune imprese tedesche: Allianz, Osram e Siemens.